# L'Étanche
L'Étanche era una comuna francesa que estaba situada en el departamento de Vosgos, de la región de Gran Este, que en 1905 pasó a formar parte de la comuna de Rollainville.

## Demografía
| Gráfica de evolución demográfica de L'Étanche entre 1800 y 1901 |
|                                                                 |

Los datos demográficos contemplados en este gráfico se han cogido de la página francesa EHESS/Cassini.